# میروسواو یوستک
میروسواو یوستک (لهستانی: Mirosław Justek; ۲۳ سپتامبر ۱۹۴۸ – ۲۴ ژانویهٔ ۱۹۹۸) بازیکن فوتبال اهل لهستان بود.
از باشگاه‌هایی که در آن بازی کرده‌است می‌توان به باشگاه فوتبال لخ پوزنان، باشگاه فوتبال رویال آنتورپ، باشگاه فوتبال رویال شارلوا، و باشگاه فوتبال پوگون شچچین اشاره کرد.
وی همچنین در تیم ملی فوتبال لهستان بازی کرده‌است.